# Cầu Kho
Cầu Kho là một phường cũ thuộc Quận 1, Thành phố Hồ Chí Minh, Việt Nam.

## Địa lý
Phường Cầu Kho nằm ở phía tây nam Quận 1, có vị trí địa lý:
- Phía đông giáp phường Cô Giang
- Phía tây giáp phường 1, quận 5
- Phía nam giáp phường 1, quận 4 với ranh giới là kênh Bến Nghé
- Phía bắc giáp phường Nguyễn Cư Trinh.

Phường có diện tích 0,34 km², dân số năm 2021 là 13.686 người,  mật độ dân số đạt 40.252 người/km².

## Lịch sử
Cầu Kho là địa danh cổ tại vùng đất Sài Gòn – Gia Định. Theo nhà văn Sơn Nam, tên gọi này xuất phát từ cây cầu bắc ngang qua con rạch ăn vào kho Giản Thảo, một trong 9 kho thu thuế nằm rải rác vùng Đồng Nai – Cửu Long do chúa Nguyễn lập ra vào thế kỷ 18. Khu vực này trước kia có con rạch Cầu Kho đổ ra rạch Bến Nghé ở vị trí cạnh đường Hồ Hảo Hớn hiện nay (trước kia là đường Huỳnh Quang Tiên). Rạch này ban đầu ăn thông lên đến khu vực chợ Bến Thành hiện nay, khi đó còn là đầm lầy; về sau do đô thị hóa nên con rạch này bị lấp dần và đến nay không còn dấu tích.
Dưới thời Việt Nam Cộng hòa, Cầu Kho là một phường thuộc quận 2 (quận Nhì), thành phố Sài Gòn.
Năm 1962, một phần diện tích và dân số của phường Cầu Kho được tách ra để lập thêm 2 phường Nguyễn Cảnh Chân và Nguyễn Cư Trinh.
Năm 1976, chính quyền giải thể quận 2, địa bàn sáp nhập vào quận 1. Đồng thời, chia phường Cầu Kho thành 2 phường là Phường 22 và Phường 23, chia phường Nguyễn Cảnh Chân thành 2 phường là Phường 24 và Phường 25 thuộc Quận 1.
Ngày 26 tháng 8 năm 1982, Hội đồng Bộ trưởng ban hành Quyết định 147-HĐBT. Theo đó, giải thể Phường 22, địa bàn sáp nhập vào các phường 23 và 24.
Ngày 28 tháng 12 năm 1988, Hội đồng Bộ trưởng ban hành Quyết định 184-HĐBT. Theo đó, sáp nhập toàn bộ diện tích và dân số của Phường 24 và Phường 25 để tái lập phường Cầu Kho.